# Григорьев, Андрей Николаевич
Андрей Николаевич Григорьев (род. 12 мая 1989, Киров, Якутская АССР) — российский военнослужащий, младший сержант 39-й отдельной гвардейской мотострелковой бригады 68-го армейского корпуса Восточного военного округа. Герой Российской Федерации (2025). 
Стал известен после распространения видео, где он в рукопашной схватке убивает украинского военнослужащего Дмитрия Масловского в ходе вторжения России на Украину.

## Биография
Родился 12 мая 1989 года в селе Киров республики Саха в многодетной семье. 
Окончил среднюю школу, после чего завершил обучение в училище, получив профессию водителя. В 2015–2016 годах проходил срочную военную службу в армии. В начале 2024 года отправился добровольцем в зону боевых действий, подписав контракт с Министерством обороны Российской Федерации. 
В ноябре 2024 года при попытке армии Украины отбить село Трудовое Волновахского района Донецкой области Украины в рукопашной схватке с применением ножа убил военнослужащего украинской 71-й бригады Дмитрия Масловского.
Видеозапись противостояния была снята камерой, закреплённой на шлеме Масловского, позже кадры распространились в сети интернет. На видео украинский военнослужащий подходит к повреждённому зданию, обменивается выстрелами с Григорьевым, после чего между ними начинается рукопашная схватка.
В ходе боя оба военнослужащих ножом нанесли друг другу большое количество повреждений. Григорьев схватил нож украинского бойца за лезвие, наносит два удара и кусает за руку. В конце боя украинский военный сказал: «Дай я умру. Иди, пожалуйста, я хочу уйти сам. Спасибо тебе, ты был лучшим бойцом в мире. Прощай». Воспоминания о бое Григорьева в интервью на YouTube.
Как заявила правозащитная антивоенная организация «Фонд „Свободная Якутия“», защищающая права коренных народов, видео вызвало «шок и осуждение» от некоторых «даже самых патриотичных» жителей республики Саха. Согласно сообщению Фонда, произошедшее вызвало «разногласия и споры о моральной стороне происходящего, а также об участии представителей национальных меньшинств в боевых действиях такого масштаба в чужой стране».

## Личная жизнь
- Является многодетным отцом, воспитывает со своей супругой пятерых детей.

## Звания и награды
- Герой Российской Федерации (Указом Президента Российской Федерации от 11 января 2025 года за мужество и героизм, проявленные при исполнении воинского долга, гвардии ефрейтору Григорьеву Андрею Николаевичу присвоено звание Героя Российской Федерации с вручением знака особого отличия – медали «Золотая Звезда»)[7].
- Другие награды.